# 同位结构
同位结构（英語：Apposition）是指一种在相邻的句子成分之间存在修饰、限定或说明关系的结构，这些句子成分常是名词性成分。修饰另一个成分的成分叫同位语，被修饰的成分叫本语。例如，在“我的朋友爱丽丝”中，“爱丽丝”是“我的朋友”的同位语，同时它们也构成了同位结构。
同位结构是一种修辞格，当子句中的动词（常是存在类动词）出于让句子变得更生动的考虑而被省去时，就常常出现这种结构。因此同位结构常被认为是倒装或修辞格的无序，因为它打破了句子的连贯性。例如：在读“我夫人，一位训练有素的护士”一句时，就需要在插入的修饰语“一位训练有素的护士”前做停顿。

## 限制性同位结构和非限制性同位结构
同位结构可以分为限制性同位结构和非限制性同位结构，它们都由两个成分组成，并且后一成分补充修饰前一成分。
在非限制性同位结构中，后一成分在补充修饰前一成分时不需要变形，对整句的意思来说也并不重要；而在限制性同位结构中，后一成分限定或阐明前一成分，起重要作用。例如：在“我的朋友爱丽丝”中，“爱丽丝”具体指明了“我的朋友”是谁，因此这一结构是限制性的。再例如：“我夫人，一位训练有素的护士”中的“一位训练有素的护士”并没有缩小“我夫人”所指的范围，但却提供了补充信息，因此这一结构是非限制性的。在英语中，非限制性同位语和本位语之间常用逗号隔开，但限制性同位语和本位语之间常不会用逗号隔开。
并不是所有的限制性从句都是同位语。例如：在英语中，“Bill's friend Alice ...”里的“Alice”是同位语；而“Bill's friend, whose name is Alice, ...”中的“Alice”就不是同位语，而是从句谓语的一部分。这两者之间的主要区别是：第二种结构明显地包含了第一种结构隐晦地表达的内容：句中的“Bill's friend”就是“Alice”。如果“我的朋友”就是“爱丽丝”的意思，那么就可以选择第一种结构。
当说话人和背景发生变化时，即便是同样的文字，也可能从限制性同位结构转而变为非限制性同位结构，反之亦然。例如：“我哥哥内森”一句，如果说话人不只有一个哥哥，那么这就是一个限制性同位结构，因为“内森”阐明了“我哥哥”的内容——具体是哪一个哥哥；但如果说话人只有一个哥哥，那么“内森”就只是补充说明了“我哥哥”的信息，因此是非限制性同位结构。

## 示例
在下面的示例中，同位语用斜体标注：
- 巴里·戈德华特，亚利桑那州的资浅参议员，于1964年成为共和党总统候选人。
- 约翰和鲍勃，我的两个朋友，正在组建一支乐队。
- 亚历山大大帝，征服了波斯的马其顿人，是古代最伟大的军事天才之一。
- 迪安·马丁, 一位广受欢迎歌手，将在金沙酒店演出。

在英语中，有一种叫做“假头衔”（英語：False Title）的同位短语。例如：“United States Deputy Marshal Jim Hall said Tuesday that fatally wounded Lawrence County Sheriff Gene Matthews told him that fugitive tax protester Gordon W. Kahl was dead before other law enforcement officials started shooting.”在新闻界里，这样的用法并无争议：一位《纽约时报》的记者称“假头衔”是“故意把读者弄糊涂的文风的工具”，他的同事阿多诺·伯恩斯坦则称“假头衔”是“令人难堪的、滑稽可笑的、假冒伪造的，就像是一张3美元的钞票一样”。
同为短语也可以表现为字典式定义的形式。以下是《发现幸福——1000位长者教会我的人生30堂课》一书里例子：
- 在因人生智慧而被调查的1000位长者中，没有人（没有一个人） 认为为了幸福人就应该尽可能努力地工作，继而挣足够多的钱去买想要的东西。
- 没有人（没有一个人）认为变得至少和周围的人一样有钱这事儿很重要，或者比他们还有钱就是成功了。
- 没有人（没有一个人）认为你应该根据预期的收入前景来选择工作。[3]

另一个例子是邦尼·泰勒的歌曲《The Best》的副歌部分：
- You're simply the best, better than all the rest
- Better than anyone, anyone I've ever met

同位结构的适用范围并不仅限于人名:
- 芬兰，千湖之国
- 曼妥思，给我好心情

## 同位语的属格
在部分语言中，表达领属关系的句法结构也可用同位结构表达。例如：
- 英语中：
  - 同位斜格，一种含有“of”的介词短语，例如：“the month of December”，“the sin of pride”和“the City of New York”。这也被用来解释“双重属格”: “a friend of mine”。[4]
  - 词尾“-'s”，例如：“In Dublin's Fair City”。不过这不太常见。
- 古希腊语中：
  - 解释性属格（英語：Genitive of Explanation），例如：“ ὑὸς μέγα χρῆμα (hyòs méga chrêma)”，“野猪怪兽（一件大事）" 。[5]
- 日语中：
  - 后缀“no”，例如：“ふじの山（Fuji no Yama）”，富士山。
- 圣经希伯来语中：
  - 联合属格（英語：genitive of association)，例如גַּן עֵדֶן （Gan 'Ēden），伊甸园"。[6]
- 文言文中：
  - “之”有可能用於標明同位語，例如：工之僑

### 引用出处
1. ↑   (PDF). Princeton Writing Program, Princeton University.[]
2. ↑  Reed, Roy. . The New York Times. July 25, 1987  [2009-05-23]. （原始内容存档于2019-11-30）.. According to that site, a version of the article appeared in the New York Times, July 5, 1987, p. 31. The sentence is quoted from the Arkansas Gazette.
3. ↑  Brody, Jane. . Penguin Group. 2011: 57. ISBN 1594630844.
4. ↑  Chapter 5, §14.3 (pages 447–448), Rodney Huddleston, Geoffrey K. Pullum, The Cambridge Grammar of the English Language, Cambridge: Cambridge University Press, 2002. ISBN 0-521-43146-8
5. ↑  Gordon M. Messing. . Harvard University Press. : 317–318.
6. ↑  Bruce K. Waltke and M. O'Connor. . Bruce K. Waltke and M. O'Connor. 1990: 153. ISBN 0-931464-31-5.